# جيمي داي (لاعب كرة قدم)
جيمي داي (بالإنجليزية: Jamie Day)‏ (و. 1979  م) هو لاعب كرة قدم، ومدرب كرة القدم، من المملكة المتحدة، يلعب كلاعب وسط.

## روابط خارجية
- جيمي داي على موقع قاعدة بيانات كرة القدم.إي يو (الإنجليزية)
- جيمي داي على موقع Soccerbase.com (لاعب) (الإنجليزية)
- جيمي داي على موقع Soccerway.com (الإنجليزية)
- جيمي داي على موقع عالم كرة القدم.نت (الإنجليزية)